# Phytomyza pilescens
Phytomyza pilescens är en tvåvingeart som beskrevs av Singh och Ipe 1973. Phytomyza pilescens ingår i släktet Phytomyza och familjen minerarflugor. Inga underarter finns listade i Catalogue of Life.